# کریل پلتنیوف
کریل پلتنیوف (روسی: Кири́лл Влади́мирович Плетнёв؛ زادهٔ ۳۰ دسامبر ۱۹۷۹) بازیگر، کارگردان فیلم، تهیه‌کننده فیلم، تدوین فیلم، فیلم‌نامه‌نویس اهل روسیه است. وی از سال ۲۰۰۰ میلادی تاکنون مشغول فعالیت بوده است.
وی همچنین برندهٔ جوایزی همچون جایزه عقاب طلایی شده است.